# Comité de concertation
Pour les articles homonymes, voir CODECO.
Le Comité de concertation est un organe instauré en 1980 par la Belgique réunissant des ministres fédéraux, régionaux et communautaires afin de prévenir ou de régler les conflits d'intérêts ou de compétences qui peuvent survenir entre des composantes de l'État fédéral belge.
Il est notamment actif pour décider des mesures sanitaires à prendre durant la pandémie de Covid-19, en complément du Conseil national de sécurité.